# Azuelo
Azuelo è un comune spagnolo di 47 abitanti situato nella comunità autonoma della Navarra.